# Юність (стадіон, Умют)
Юність — футбольний стадіон у селі Умют Курманського району АР Крим, на якому проводив свої домашні матчі футбольний клуб «Фенікс-Іллічовець».

## Історія
Стадіон відкритий у 2002 році для створеної в селі команди «Фенікс». Стадіон мав поле з синтетичною травою 5-го покоління фірми «Політан», ліцензоване ФІФА, на якому команда проводила всі матчі у другій лізі сезону 2006–2007.
У 2007 році через вихід «Фенікс-Іллічовця» до першої ліги за підтримки Маріупольського металургійного комбінату імені Ілліча було проведено реконструкцію стадіону, в ході якої було замінено штучний газон на трав'яний виробництва Нідерландів, реконструйовано трибуни, допоміжні приміщення та обладнано два тренувальні поля (одне природне та одне штучне).
Після того, як «Фенікс-Іллічовець» припинив існування у 2011 році, на стадіоні не проводяться матчі ні національних, ні республіканських змагань.
Станом на 2008 рік планувалося розширення трибун, встановлення штучного освітлення, будівництво фонтана з підсвіткою та зоокуточка. Після закриття футбольного клубу про реалізацію цих планів нічого не відомо.

## Інфраструктура
Стадіон має дві трибуни загальною місткістю в 1050 місць. Західна трибуна повністю накрита дахом, в той час як східна трибуна відкрита, над нею встановлене електронне табло. З північного боку стадіону знаходиться ложа для почесних гостей та адміністративна будівля з роздягальнями.
Стадіон має всі необхідні побутові приміщенні відповідно до нормативів ПФЛ, зокрема, роздягальні для гравців, суддівські кімнати та кімната для делегата матчу, прес-центр, залу для переговорів. В приміщенні стадіону також є бар для вболівальників. Вболівальники відзначають гарну акустику стадіону.
При стадіоні працює готель. Працює тренажерна зала, в якій займаються футболісти та спортсмени секції греко-римської боротьби. В комплекс входить сауна, передбачається також будівництво відкритого басейну.

## Матчі та відвідуваність
На стадіоні проводив практично всі свої домашні матчі місцевий футбольний клуб «Фенікс-Іллічовець». З огляду на те, що населення Калініного становить 1156 осіб, стадіон рідко буває заповненим на матчах чемпіонату. Найбільше глядачів збирали матчи кубку, на який приїждали вболівальники з інших населених пунктів Красногвардійського району.
Рекорд відвідуваності — 2000 глядачів на матчі другої ліги «Фенікс-Іллічовець» (Калініне) — «Газовик-ХГВ» (Харків), 16 квітня 2007.